# Ingrijski jezik
Ingrijski jezik (ISO 639-3: izh; ižorski; ижорский язык), baltofinski jezik, Uralska porodica, u baltičkom području Rusije, lenjingradska oblast. Govori ga oko 300 osoba (302; popis iz 1989.), od nekih 10 000 – 15 000 etničkih Ingra. Ima četiri dijalekata: sojkinski (сойкинский) na sojkinskom poluotoku, donjoluški (нижнелужский), i izumrli oredežski ili gornjoluški (оредежский) i hevaski (хэвасский).

## Vanjske poveznice
- Ethnologue (15th)
- Ethnologue (16th)